# Chad Clifton
Pour les articles homonymes, voir Clifton.
(en) Statistiques sur pro-football-reference
Jeffrey Chad Clifton (né le 26 juin 1976 à Martin au Tennessee) est un joueur américain de football américain.

## Lycée
Chad fait ses études à la Westview High School dans sa ville de Martin. Il s'illustre dans plusieurs sports notamment dans l'équipe de football américain et celle de basket-ball. Lors de sa dernière saison, il est nommé All-American après ses quatre saisons avec l'équipe de football.

## Carrière

### Université
En 1995, Clifton s'inscrit à l'université du Tennessee et fait sa première saison comme remplaçant. Il devient titulaire au poste d'offensive tackle en 1996 et ne quitte plus cette place pendant quatre saisons. Il remporte le Fiesta Bowl 1998 et remporte le championnat national. Lors de sa dernière saison, il est nommé dans la seconde équipe All-American. Il est capitaine de l'équipe.

### Professionnel
Chad Clifton est sélectionné lors du draft de la NFL de 2000 au second tour au 44e choix par les Packers de Green Bay. Il remplace au poste de bloqueur à droite Ross Verba. Sa première saison à la NFL (rookie), il joue treize matchs (dont dix comme titulaire) et se fait la réputation d'être un des meilleurs bloqueurs de la NFL durant les saisons 2000 et 2001.
Le 24 novembre 2002, il subit une grave blessure après un choc violent avec le defensive back des Buccaneers de Tampa Bay Warren Sapp. De nombreuses critiques fusent contre Sapp après cela et à la fin du match, une violente dispute éclate entre le fautif et l'entraîneur des Packers Mike Sherman devant les caméras de télévision. Chad manque le reste de la saison et laisse les siens.
Clifton revient en 2003 et joue l'ensemble des matchs de la saison comme titulaire tout comme lors des saisons 2004 et 2005 (il rate un match lors de la saison 2006). Après la saison 2007, il est appelé à remplacer Walter Jones, le joueur des Seahawks de Seattle pour le Pro Bowl et joue aux côtés de ses coéquipiers Donald Driver, Aaron Kampman, Al Harris ainsi que son entraineur Mike McCarthy.
Le 5 mars 2010, il signe un nouveau contrat de trois ans avec les Packers de vingt millions de dollars américain. Il remporte le Super Bowl XLV après la saison 2010 avec les Packers. Après une saison 2010 comme titulaire indiscutable, il se blesse lors de la saison 2011 et ne joue que six matchs. Le 23 avril 2012, Green Bay décide de le libérer, ne le jugeant pas assez remis de sa blessure.